# Hippolyte-Charles Rolin
Hippolyte Charles Léon Louis Rolin (Gent, 6 mei 1885 - Antwerpen, 27 augustus 1914) was een officier van het Belgisch leger, die sneuvelde in de eerste maand van de Eerste Wereldoorlog, waarna nog twee van zijn broers sneuvelden.

## Levensloop
Hippolyte Rolin, behoorde tot de uitgebreide Belgische familie Rolin en tot het grote gezin van Albéric Rolin en Sylvie Borreman.
Hij volgde een opleiding aan de Militaire School en trouwde in 1909 met zijn nicht, Hélène Rolin Jacquemyns (1889-1967), dochter van Edouard Rolin Jacquemyns. Ze kregen drie zoons.
Op 4 augustus 1914 behoorde luitenant Rolin tot het achttiende artillerieregiment, deel uitmakend van het Zesde Legerkorps. In de eerste dagen van de oorlog was zijn regiment gelegerd in Brabant en nam nog niet aan de gevechten deel. Het groot optimisme dat hij met de meesten deelde, als zou men spoedig de Duitse troepen verdrijven, zoals het blijkt uit de bewaarde brieven die hij naar zijn vrouw stuurde, werden niet gerealiseerd. Tegen 18 augustus trok zijn regiment op om Antwerpen te verdedigen.
Op 24 augustus vond de eerste uitval vanuit Antwerpen plaats. Duizenden soldaten werden tijdens dit manoeuvre gedood of gekwetst. Hevige gevechten vonden plaats en, na aanvankelijk de Duitse troepen richting Mechelen te hebben teruggeslagen, rukten deze weer op en verdreven de Belgen. In de loop van de 26ste augustus werd de Belgische aftocht geblazen. Die dag werd Hippolyte, aanwezig bij de batterij waar hij het bevel over had, door verschillende kogels getroffen. Hij werd naar Antwerpen vervoerd, waar hij 's anderendaags overleed.
Hippolyte was de eerste van de drie broers Rolin die tijdens de Eerste Wereldoorlog sneuvelden. 
Zijn weduwe overleefde hem nog een halve eeuw. De drie kinderen waren:
- Marcel Rolin (1911-1959), artillerieofficier, die de baronstitel droeg die, had hij geleefd, zijn vader zou hebben gedragen.
- Guy Rolin (1912-1989) werd priester van het aartsbisdom Mechelen, promoveerde tot doctor in de geschiedenis en in de wijsbegeerte en letteren. Hij was vele jaren retoricaleraar in het Sint-Pieterscollege te Ukkel.
- Pierre Rolin (1913-2003) werd cavalerieofficier. Zoals zijn broer Marcel heeft hij, tot heden, een talrijk nageslacht.

Om de drie gesneuvelde broers te eren werd de artilleriekazerne in Etterbeek in 1933 tot Rolin-kazerne omgedoopt. Het is ook in grote mate om hunnentwille dat hun vader en andere leden van de familie Rolin in 1921 in de Belgische adel werden opgenomen.